# Marzenia i tajemnice
Marzenia i tajemnice – wspomnienia Danuty Wałęsy, opublikowane w 2011 roku nakładem Wydawnictwa Literackiego (opracowane przez Piotra Adamowicza).
Sprzedaż książki w ciągu kilku miesięcy przekroczyła 300 tys. egzemplarzy. Danuta Wałęsa w 2012 roku otrzymała za nią wyróżnienie Supergwarancja Kultury Wydarzenie Roku, przyznane przez redakcję TVP Kultura.